# Abstraction-Création

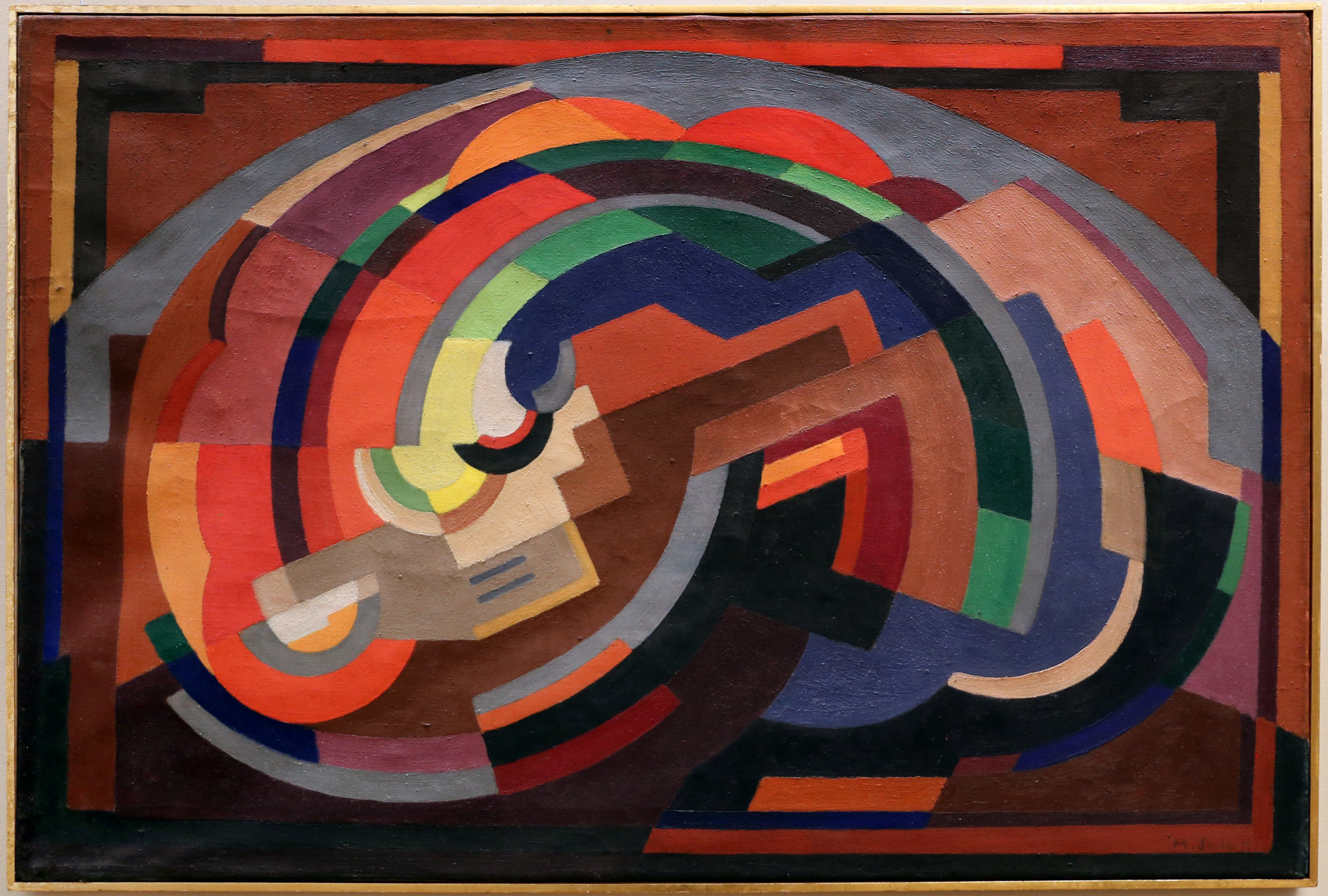
Mainie Jellet, Composizione astratta, anni '30

Abstraction-Création fu un collettivo di artisti fondato a Parigi nel 1931 da Auguste Herbin, Jean Hélion e Georges Vantongerloo per promuovere l'arte astratta, dopo il ritorno al figurativo degli anni 20, e contrastare l'influenza dell'agguerrito gruppo dei surrealisti capeggiati da André Breton.

## Storia
L'obiettivo di Abstraction-Creation era quello di creare un forum per l'arte astratta: questo includeva mostre, letture e discussioni, oltre a relazioni pubbliche e pubblicazioni. Il gruppo divenne un centro intellettuale ed organizzativo e un punto nodale per le ambizioni dei movimenti concretisti, costruttivisti ed astrattisti geometrici.
L'attività di questo gruppo iniziò in realtà nel 1932 e finì nel 1936. Il gruppo pubblicò cinque numeri dei quaderni Abstraction-Création con cadenza annuale. Ogni numero era diretto da un membro eletto in seno al gruppo:  Hélion il primo numero, Herbin il 2, Vantongerloo il 3 ed il 4, Étienne Béothy il quinto ed ultimo.
Nel 1932, la prefazione del primo numero, definiva Abstraction-Création in questi termini:
«Astrazione, poiché alcuni artisti sono giunti alla concezione della non-figurazione attraverso l'astrazione progressiva delle forme della natura. Creazione, perché degli altri artisti hanno attinto direttamente alla non-figurazione attraverso una concezione di ordine puramente geometrico o attraverso l'impiego di elementi comunemente definiti astratti, come cerchi, superfici, aste, linee, etc.»
Presto aderirono numerosi artisti, anche se con idee e prassi molto variabili, e molti provenienti dal defunto collettivo Cercle et Carré o dall'American Abstract Artists. Tra i tantissimi vale la pena di ricordare: Josef Albers, Jean Arp, Willi Baumeister, István Beöthy, Max Bill, Carl Buchheister, Alexander Calder, Robert Delaunay, Sonia Delaunay, Juan Del Prete, Theo van Doesburg, Katherine Sophie Dreier, Hans Erni, Lucio Fontana, Naum Gabo, Jenny-Laure Garcin, Albert Gleizes, Jean Hélion, Barbara Hepworth, Evie Hone, Mainie Jellett, Wassily Kandinsky, Théo Kerg, Katarzyna Kobro, Jeanne Kosnick-Kloss, František Kupka, Bart van der Leck, El Lissitzky, Alberto Magnelli, Piet Mondrian, Marlow Moss, Ben Nicholson, Tarō Okamoto, Wolfgang Paalen, Anton Pevsner, Alexandra Povorina, John Joseph Wardell Power, Léon Arthur Tutundjian, Kurt Schwitters, Kurt Seligmann, Władysław Strzemiński, Sophie Taeuber-Arp, Paule Vézelay, Friedrich Vordemberge-Gildewart, Gérard Vulliamy, Theodor Werner.
Il gruppo si sciolse nel 1937 ma lasciò una grande eredità che fu raccolta anche dal Salon des réalités nouvelles, nato per impulso di Robert e Sonia Delaunay, e buona parte dei più importanti artisti Abstraction-Création furono anche più volte presenti nelle prime tre edizioni di documenta a Kassel.